# هاوارلی
هاوارلی (به لاتین: Havarlı، به ارمنی: هاواریک Հավարիկ یا Հավարիք) منطقه‌ای مسکونی در جمهوری آذربایجان است که در شهرستان یولاخ واقع شده است. هاوارلی ۳۳۶۲ نفر جمعیت دارد.